# Buchdruckerei und Verlagsanstalt E. A. H. Meister

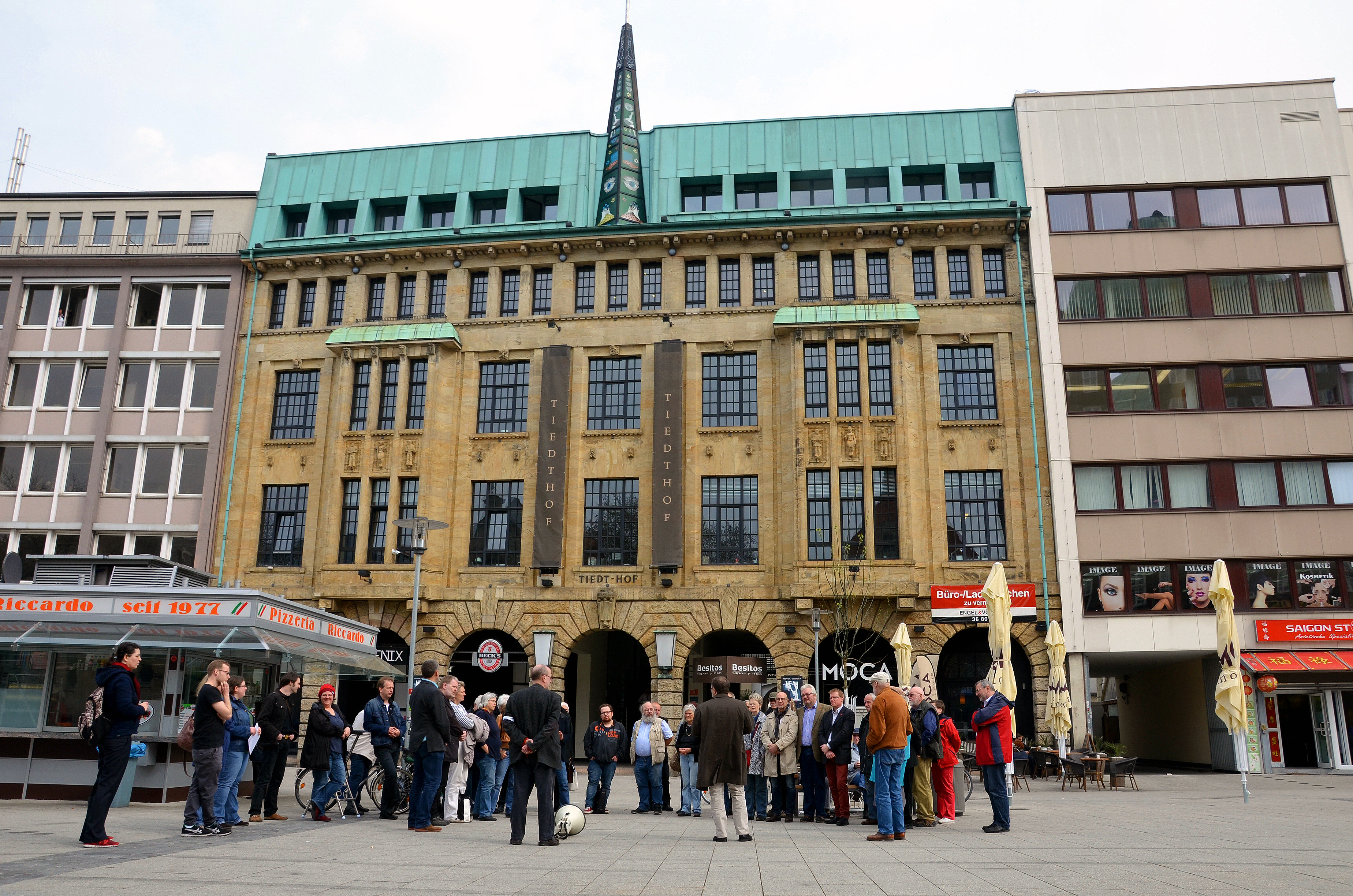
Gedenkveranstaltung des Deutschen Gewerkschaftsbundes vor dem Tiedthof am 1. April 2014 „zum 81. Jahrestag der Besetzung des hannoverschen Gewerkschaftshauses“ – und der Zerschlagung der Buchdruckerei und Verlagsanstalt E. A. H. Meister & Co. und ihrer Medien

Die Buchdruckerei und Verlagsanstalt E. A. H. Meister & Co. in Hannover war eine Anfang des 20. Jahrhunderts im Eigentum der Sozialdemokratischen Partei Deutschlands (SPD) befindliche Buchdruckerei mit angeschlossenem Verlag. Inhaber des Unternehmens, in dem unter anderem die Zeitung Volkswille produziert wurde, waren zeitweilig die SPD-Politiker August Brey, Robert Leinert und Christian Schrader. Standort des für die Geschichte der Arbeiterbewegung und der Sozialdemokratie sowie zum Verständnis der Machtergreifung und gewaltsamen Gleichschaltung durch die Nationalsozialisten bedeutenden Medien-Unternehmens war die seinerzeitige Nikolaistraße 7. Im ehemaligen Gewerkschaftshaus des Allgemeinen Deutschen Gewerkschaftsbundes (ADGB), dem später Tiedthof genannten Gebäudekomplexes unter der geänderten Adresse Goseriede 4 fanden sich Druckerei und Verlag im Erd- und 1. Obergeschoss des Mittelgebäudes, in den Kellerräumen zudem große Papierlager und – Badeeinrichtungen.

## Geschichte

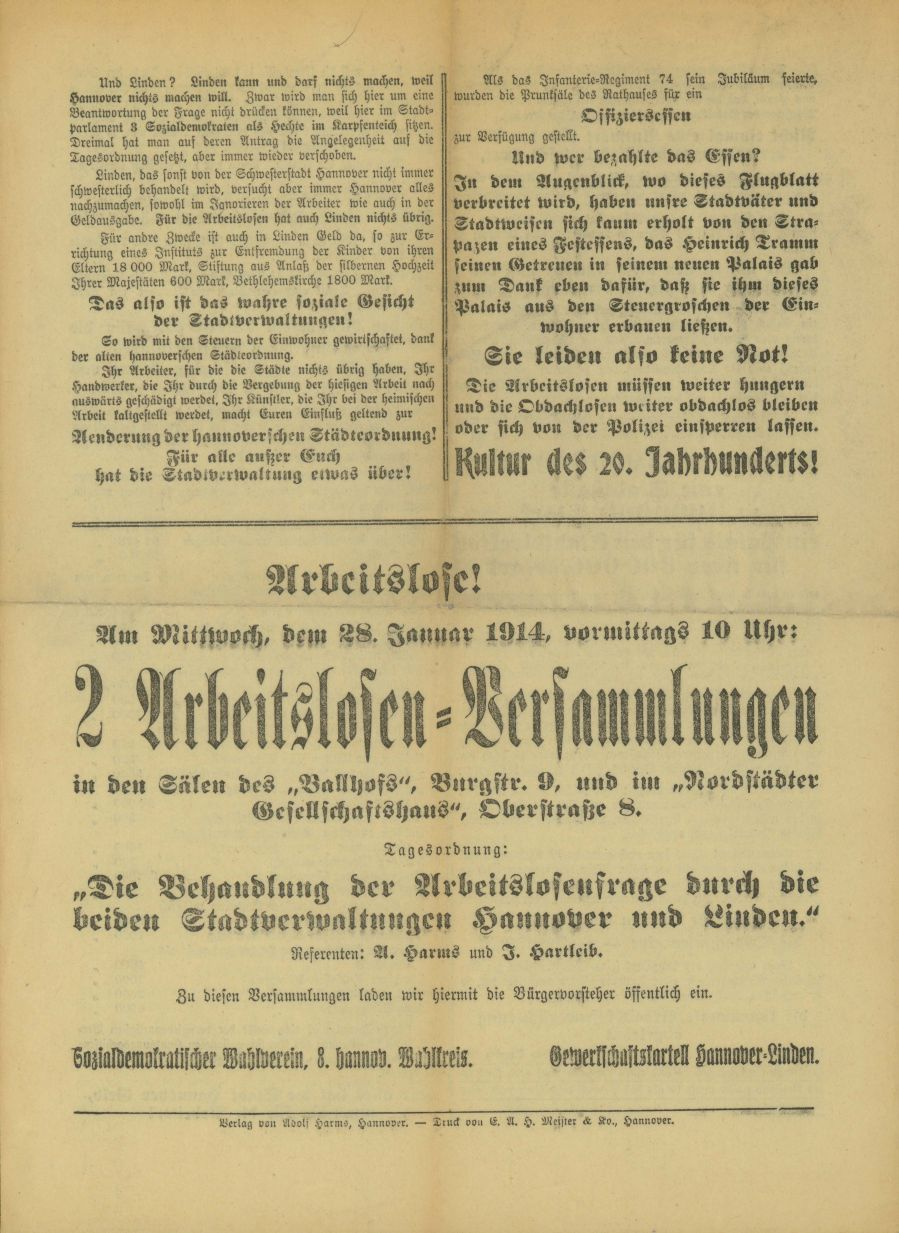
Flugblatt zur Arbeitslosen-Versammlung am 28. Januar 1914 im Ballhof und im Nordstädter Gesellschaftshaus vom Sozialdemokratischen Wahlverein, 8. hannoverscher Wahlkreis, und dem Gewerkschaftskartell Hannover-Linden;
(Seite 4); Verlag von Adolf Harms, Druck von E. A. H. Meister & Co.

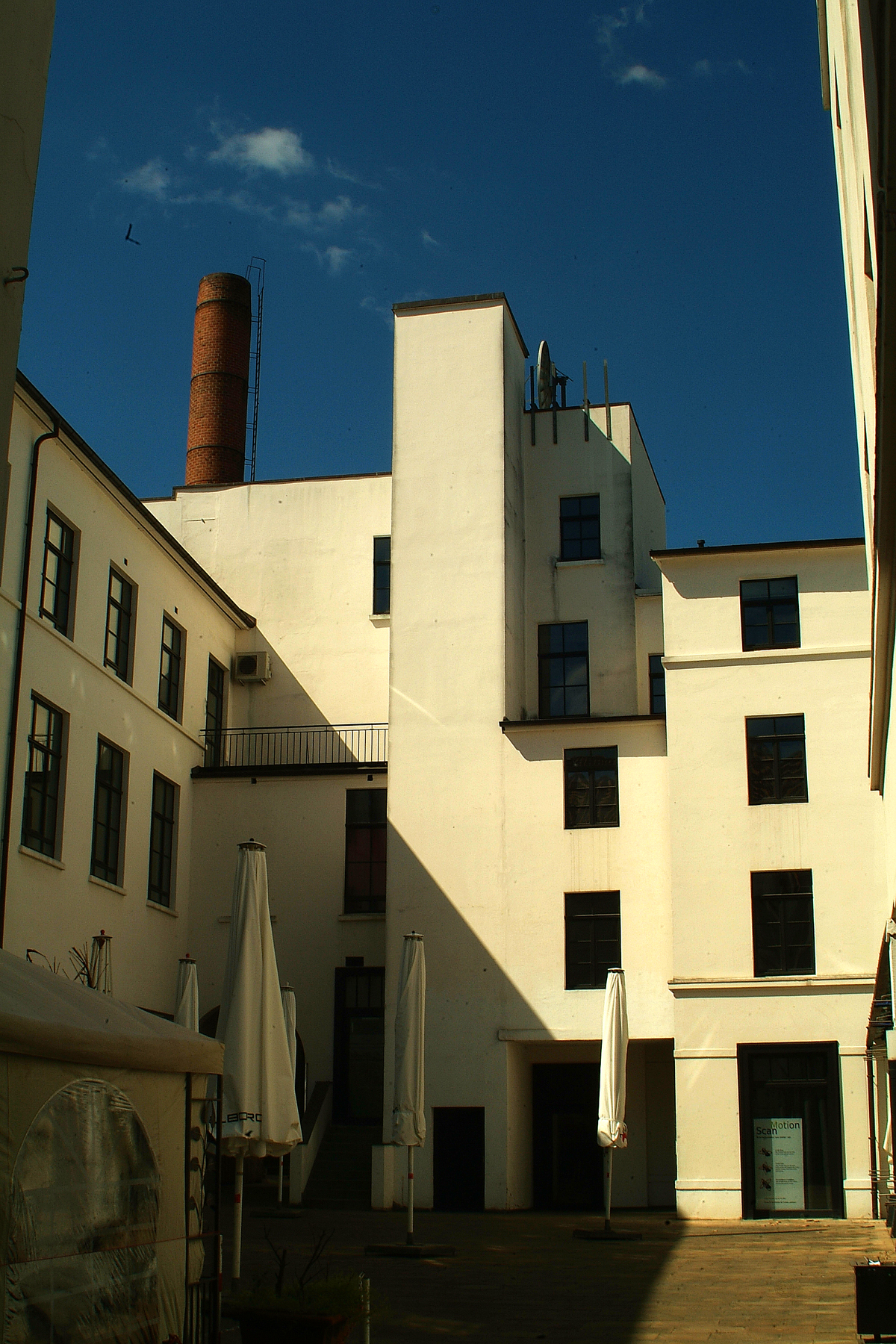
Blick auf eines der Quergebäude in den Innenhöfen des später so benannten Tiedthofes

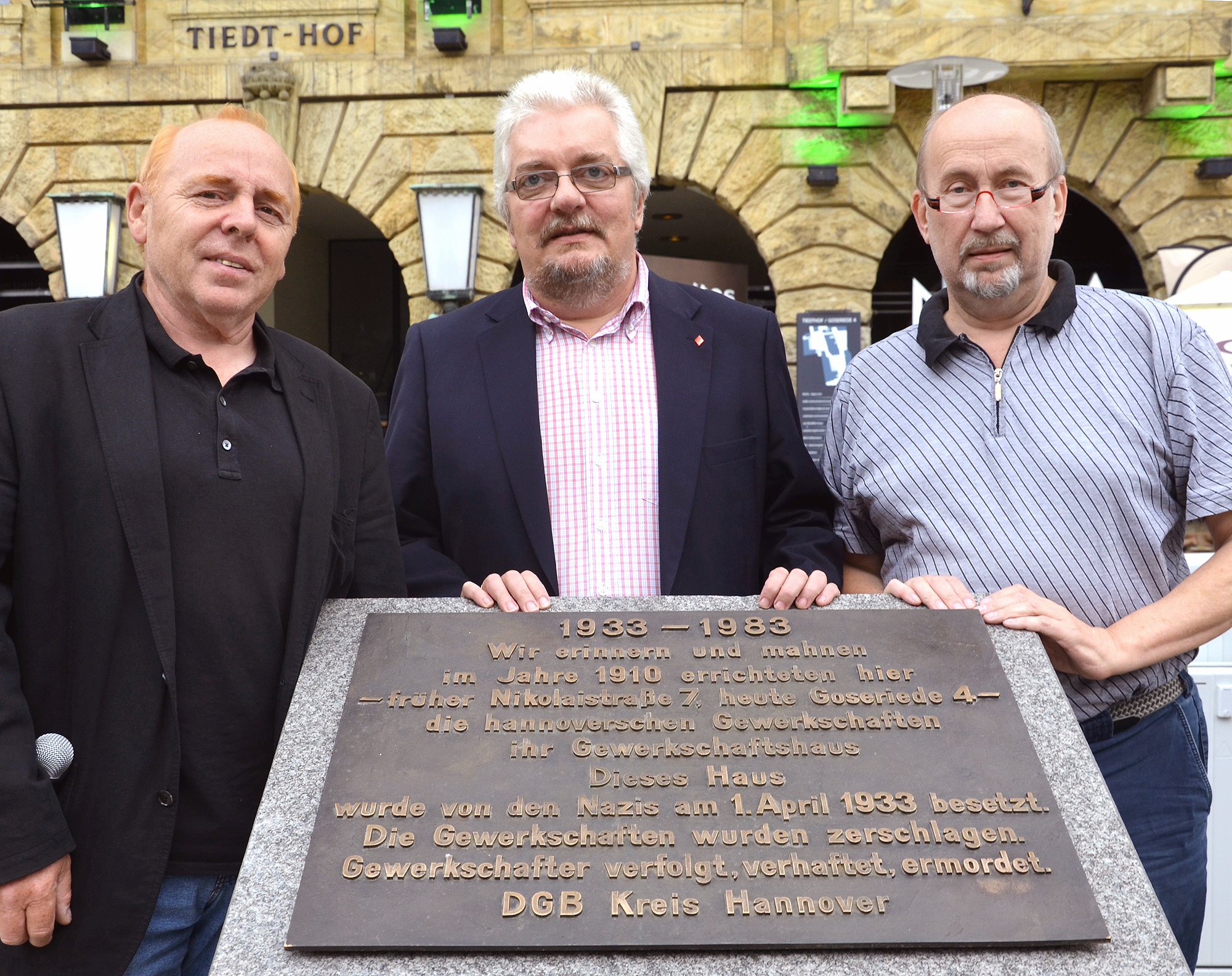
Aufstellung zur Wiedererrichtung des Gedenksteines vor dem ehemaligen Gewerkschaftshauses im August 2014, von links: Tom Seibert (Regionssekretär), Reiner Eifler (Regionsgeschäftsführer) sowie Steffen Holz (Regionssekretär)

Das Unternehmen war bis zu seinem Tod im Jahr 1906 hauptsächlich im Eigentum des Reichstags-Abgeordneten Heinrich Meister, bevor es in dem 1909 bis 1910 von dem Architekten Rudolf Schröder errichteten Gebäudekomplex des hannoverschen Gewerkschaftshauses eingerichtet wurde. Der „Große Setzersaal“ war 13 Meter breit und hatte eine Länge von 20 Metern. Durch die vier Meter hohen Wände erleuchtete das Tageslicht von zwei Seiten durch zehn große Sprossenfenster die Arbeitsstätte. In dem ansonsten weiß gefliesten Raum dienten mehr als 100 Setzregale mit mehr als 1000 Schriftkästen der Herstellung der Zeitung Volkswille und deren fünf Beilagen, aber auch Schriften wie Der Proletarier. Organ des Verbandes der Fabrikarbeiter Deutschlands und anderen Zeitungen und Zeitschriften.
Nachdem sich bereits in den 1920er Jahren eine NSDAP-Ortsgruppe Hannover gebildet hatte und deren Vorstand Felix Kopprasch Anfang 1928 mit seinem Flugblatt „Saison-Ausverkauf“ gegen die angeblichen jüdischen „[…] Warenhauspolypen und Konsumvereinsschmarotzer“ hetzte, widersetzte sich etwa der Hannoversche Konsumverein der Verleumdung um 1930 mit einer umfangreichen Gegendarstellung – auf einem etwa DIN-A3 großen Plakat, gedruckt bei E. A. H. Meister & Co.
Doch rund drei Jahre später und nur wenige Wochen nach der Machtergreifung wurde der gesamte Bau-Komplex am 1. April 1933 als erstes Gewerkschaftshaus in Deutschland von den Nationalsozialisten gewaltsam besetzt – das Ende der Buchdruckerei und Verlagsanstalt E. A. H. Meister & Co.

## Werke (Auswahl)

### Filme
- Deine Zeitung. Kurz-Dokumentarfilm. Buchdruckerei und Verlagsanstalt E.A.H. Meister & Co., Verlag des Volkswillen, Hannover 1930.[8]

### Schriften (Auswahl)
- Heinrich Schneider: Berufsorganisationen oder Industrie-Verbände? Herausgegeben vom Verband der Fabrikarbeiter Deutschlands. Buchdruckerei und Verlagsanstalt E.A.H. Meister & Ko., Hannover 1912.
- Festschrift zur Erinnerung an die Gründung und den 40-jährigen Kampf des Verbandes der Fabrikarbeiter Deutschlands. 1930.